# Pungitius
Genre
Pungitius est un genre de petits poissons téléostéens de la famille des Gasterosteidae. Les espèces de ce genre sont appelées Épinochette.

## Liste d'espèces
- Pungitius bussei (Warpachowski in Warpachowski et Herzenstein, 1888)
- Pungitius hellenicus (Stephanidis, 1971)
- Pungitius laevis (Cuvier, 1829)
- Pungitius platygaster (Kessler, 1859)
- Pungitius pungitius (Linnaeus, 1758)
- Pungitius sinensis (Guichenot, 1869)
- Pungitius tymensis (Nikolskii, 1889)
- Pungitius vulgaris (Mauduyt, 1848)